# C. K. Scott Moncrieff
Charles Kenneth Scott Moncrieff (Stirlingshire, 25 de setembro de 1889 – Roma, 28 de fevereiro de 1930) foi um escritor e tradutor escocês, mais famoso por sua tradução para o inglês de quase toda a obra À la recherche du temps perdu (Em Busca do Tempo Perdido) de Marcel Proust.

## Biografia
Charles Kenneth Michael Scott Moncrieff nasceu em Weedingshall, Stirlingshire, em 1889, ele é filho mais novo de William George Scott Moncrieff (1846–1927), advogado, substituto xerife; e Jessie Margaret Scott Moncrieff (1858–1936). Ele tinha dois irmãos mais velhos: Colin William (1879-1943), que era o pai do autor e dramaturgo escocês George Scott Moncrieff; e John Irving Scott Moncrieff (1881–1920).

### Vida acadêmica
Em 1903, Scott Moncrieff foi aceito como bolsista do Winchester College. Quatro anos depois, enquanto acadêmico no Winchester College, Scott Moncrieff conheceu Christopher Sclater Millard, bibliógrafo de Wildeana e secretário particular do executor literário e amigo de Oscar Wilde, Robbie Ross.
Em 1908, ele publicou um conto, Evensong and Morwe Song, na edição do concurso de New Field, uma revista literária da qual ele era o editor. A abertura da história implica a prática do sexo oral entre dois meninos em uma escola pública fictícia 'Gainsborough', mas sua ação diz respeito principalmente à hipocrisia de William Carruthers, o mais velho dos meninos, que como diretor da escola 'Cheddar', passa a expulsar, pelo mesma ofensa, o filho do menino que ele seduziu. A história foi republicada em 1923 pelo editor uraniano John Murray em uma edição de cinquenta cópias apenas para circulação privada. A revista foi suprimida às pressas, e Scott Moncrieff foi ele próprio expulso de Winchester.
Durante seu tempo em Edimburgo Scott Moncrieff conheceu Philip Bainbrigge, então estudante universitário no Trinity College, em Cambridge, e que, posteriormente, se tornaria um mestre-escola em Shrewsbury, e autor de diversas atos homoeróticos no ritmo "Uraniano". Bainbrigge foi morto em ação na Batalha de Épehy em setembro de 1918.

### Profissionalismo na Primeira Guerra Mundial
Em agosto de 1914, Scott Moncrieff recebeu uma comissão no Kings Own Scottish Borderers e trabalhou com o 2.º Batalhão na Frente Ocidental de 1914 a 1917. Ele se converteu ao catolicismo em 1915. Em 23 de abril de 1917, enquanto liderava o 1º Batalhão na Batalha de Arras, foi gravemente ferido por um projétil explosivo. Ele evitou riscos de amputação, mas os ferimentos na perna esquerda impediu de manter suas principais atividades, deixando-o permanentemente manco.
No casamento de Robert Graves, em janeiro de 1918, Scott Moncrieff conheceu o poeta de guerra Wilfred Owen, por cuja obra ele teve um grande interesse. Através de seu trabalho no War Office, Scott Moncrieff tentou garantir a Owen uma postagem em casa e, de acordo com o biógrafo de Owen, Dominic Hibberd, as evidências sugerem um "breve relacionamento sexual que de alguma forma falhou".
Após a morte de Owen, o fracasso de Scott Moncrieff em garantir uma postagem "segura" para Owen foi visto com suspeita pelos amigos de Owen, incluindo Osbert Sitwell e Siegfried Sassoon. Durante a década de 1920, Scott Moncrieff manteve uma rivalidade rancorosa com Sitwell, que o descreveu como "Mr X" em All at Sea. Scott Moncrieff respondeu com o panfleto "The Strange and Striking Adventure of Four Authors in Search of a Character, 1926", uma sátira à família Sitwell.
Através de sua amizade com o jovem Noël Coward, Scott Moncrieff conheceu a Sra. Astley Cooper e tornou-se um hóspede frequente em sua casa, Hambleton Hall. Ele dedicou o primeiro volume de sua tradução de Proust a Cooper.
Após a guerra, Scott Moncrieff trabalhou durante um ano como secretário particular do barão da imprensa Alfred Harmsworth, Lord Northcliffe, proprietário do The Times. Ele então se transferiu para a equipe editorial da Printing House Square. Em 1923 mudou-se para a Itália por causa de sua saúde, e dividiu seu tempo entre Florença e Pisa e, mais tarde, em Roma. Ele se sustentou com trabalhos literários, notadamente traduções do francês medieval e moderno.

### Tradução da obra de Proust
Scott Moncrieff publicou o primeiro volume de sua tradução de Proust em 1922 e continuou a trabalhar no enorme romance até sua morte em fevereiro de 1930. Até então ele estava trabalhando no volume final. A escolha do título Em Busca do Tempo Perdido, pelo qual o romance de Proust há muito é conhecido em inglês, não é uma tradução literal do original francês: é retirado da segunda linha do Soneto de Shakespeare 30: "Quando às sessões de doce pensamento silencioso / evoco a lembrança de coisas passadas".

### Morte e legado
Scott Moncrieff morreu de câncer em 1930, aos 40 anos, no Hospital Calvary, em Roma, deixando a tradução do volume final da lembrança para as mãos de Sydney Schiff. Scott Moncrieff foi enterrado no Campo Verano, em um pequeno ossuário comunal com os restos mortais daqueles que morreram no mesmo mês no mesmo convento (o local exato pode ser localizado fazendo uma busca por nome e data da morte no portão).
Em 2014, foi publicado a obra Chasing Lost Time: The Life of C K Scott Moncrieff, Soldier, Spy and Translator, de sua sobrinha-bisneta Jean Findlay.